# 山檨叶泡花树
山檨叶泡花树（学名：Meliosma thorelii），为清风藤科泡花树属下的一个植物种。山檨叶泡花树主要分布於景洪、勐腊低山谷林中以及屏边、金平苗族瑶族傣族自治县、马关、麻栗坡、富宁海拔200—2400米的地方。